# Балатонфюзфё
Ба́латонфю́зфё (венг. Balatonfűzfő) — город в медье Веспрем в Венгрии. Население — 4223 чел. (2001).

## История
Основы самых ранних поселений на данной территории были заложены предводителями таких народов, как кельты, авары и римляне. В результате археологических раскопок были обнаружены памятники материальной культуры, датирующиеся эпохой средневековья (приблизительно до XVII века).
С постройкой железнодорожной линии у озера Балатон в 1908 году, численность населения местности начала стремительно увеличиваться. В 1920 году здесь впервые были сооружены асфальтированные дороги, станция, пляж; появилось почтовое отделение.
В 1927 году здесь началось производство пороха, что в свою очередь, послужило толчком для развития военной промышленности в стране.
Начиная с 1958 года, Балатонфюзфё является самоуправляемым поселением. Статус большой деревни местность получила в 1970 году. В 1990 году Балатонфюзфё вновь добился права на самоуправление.
Начиная с 2000 года Балатонфюзфё является городом.

## Население
| Год  | Численность | Численность |
| ---- | ----------- | ----------- |
| 2013 | 4248        | [ 5 ]       |
| 2014 | 4169        | [ 6 ]       |
| 2015 | 4142        | [ 7 ]       |
| 2021 | 4607        | [ 8 ]       |
| 2022 | 4305        | [ 9 ]       |
| 2023 | 4610        | [ 10 ]      |
| 2024 | 4537        | [ 1 ]       |

## Известные уроженцы
- Бозай, Аттила (1939—1999) — венгерский композитор.